# No Mercy (2007)
No Mercy (2007) — десятое в истории шоу No Mercy, PPV-шоу, производства американского рестлинг-промоушна World Wrestling Entertainment (WWE). Шоу прошло 7 октября 2007 года на «Олстейт-арене» в Роузмонте, Иллинойс, США. На шоу присутствовали суперзвёзды со всех брендов: SmackDown!, Raw, ECW. Во время шоу прошло 9 поединков.
На шоу было разыграно 4 чемпионских титула, из которых один поменял своего владельца, а три были успешно защищены. Главным событием шоу стал поединок в котором Рэнди Ортон защитил титул чемпиона WWE в бою против Triple H. Одним из основных противостояний стал поединок между Батистой и Великим Кали за титул чемпиона мира в тяжёлом весе.
Шоу посмотрело по платным кабельным каналам 271 000 человек.
Triple H за один вечер провёл сразу 3 титульных поединка, в которых на кону был титул Чемпиона WWE. Сначала он выиграл титул у Рэнди Ортона, затем защитил его в матче с Умагой, а в самом конце шоу проиграл пояс всё тому же Рэнди Ортону.

## Результаты
| №                                | Поединок                                                                                           | Условия                                                   | Время |
| -------------------------------- | -------------------------------------------------------------------------------------------------- | --------------------------------------------------------- | ----- |
| 0 !                              | Хардкор Холли победил Коди Роудса                                                                  | Поединок один на один                                     | N/A   |
| 1                                | Triple H победил Рэнди Ортона (c)                                                                  | Поединок за титул Чемпиона WWE                            | 11:06 |
| 2                                | Мистер Кеннеди, Lance Cade и Trevor Murdoch победили Джеффа Харди, Пола Лондона и Брайана Кендрика | Командный поединок 6 человек                              | 08:05 |
| 3                                | СМ Панк (c) победил Большого Папочку Ви (с Мэттом Страйкером) по дисквалификации                   | Поединок за титул чемпиона ECW                            | 01:37 |
| 4                                | Triple H (c) победил Умагу                                                                         | Поединок за титул Чемпиона WWE                            | 06:33 |
| 5                                | Финли победил Рея Мистерио по no-contest                                                           | Поединок один на один                                     | 09:00 |
| 6                                | Бет Феникс победила Кэндис Мишель (c)                                                              | Поединок за титул Чемпионки Див WWE                       | 04:32 |
| 7                                | Батиста (c) победил Кали (с Ранджином Сингхом)                                                     | Punjabi Prison матч за титул чемпиона мира в тяжёлом весе | 14:47 |
| 8                                | Рэнди Ортон победил Triple H (c)                                                                   | Поединок «Последний на ногах» за титул чемпиона WWE       | 20:25 |
| (c) — чемпион на момент поединка | |                                                           |       |